# Stéphane Houdet
Stéphane Houdet (sinh ngày 20 tháng 11 năm 1970) là một tay vợt quần vợt xe lăn Pháp. Houdet hiện là tay vợt người Pháp vô địch giải Grand Slam Mỹ mở rộng. Anh hiện nay cũng là nhà vô địch Masters đôi và là một cựu số một, và năm 2014 trở thành tay vợt nam trong lịch sử hoàn thành năm Grand Slam ở đôi nam xe lăn.

## 2013
Houdet giành được hai danh hiệu trong mùa giải 2013 với những chiến thắng đạt được ở Johannesburg và Sardinia. Anh là người thua cuộc cuối cùng ở Pensacola, Rome, Nottingham, St Louis và Rue. Houdet cũng giành được hai danh hiệu đơn Grand Slam là Pháp mở rộng và Mỹ mở rộng và á quân giải Úc mở rộng. Houdet với Ronald Vink giành được danh hiệu đôi ở Sydney và Nottingham. Khi Frederic Cattaneo đánh đôi với anh trong các giải đấu, họ giành được hai danh hiệu ở Baton Rouge và Johannesburg. Họ đã thua tại vòng chung kết ở Pensacola. Trong các giải đấu đôi khi anh đánh với Martin Legner thì họ giành được danh hiệu ở Rome và thua trận cuối cùng ở Sardinia. Shingo Kunieda đánh cặp với Houdet đã giành được danh hiệu đôi ở Paris và St. Louis, cũng như hai danh hiệu Grand Slam là Pháp mở rộng và Wimbledon. Đánh đôi với Gordon Reid, Houdet giành được các danh hiệu tại Rotterdam, Rue, Masters đôi.

## Các danh hiệu Grand Slam

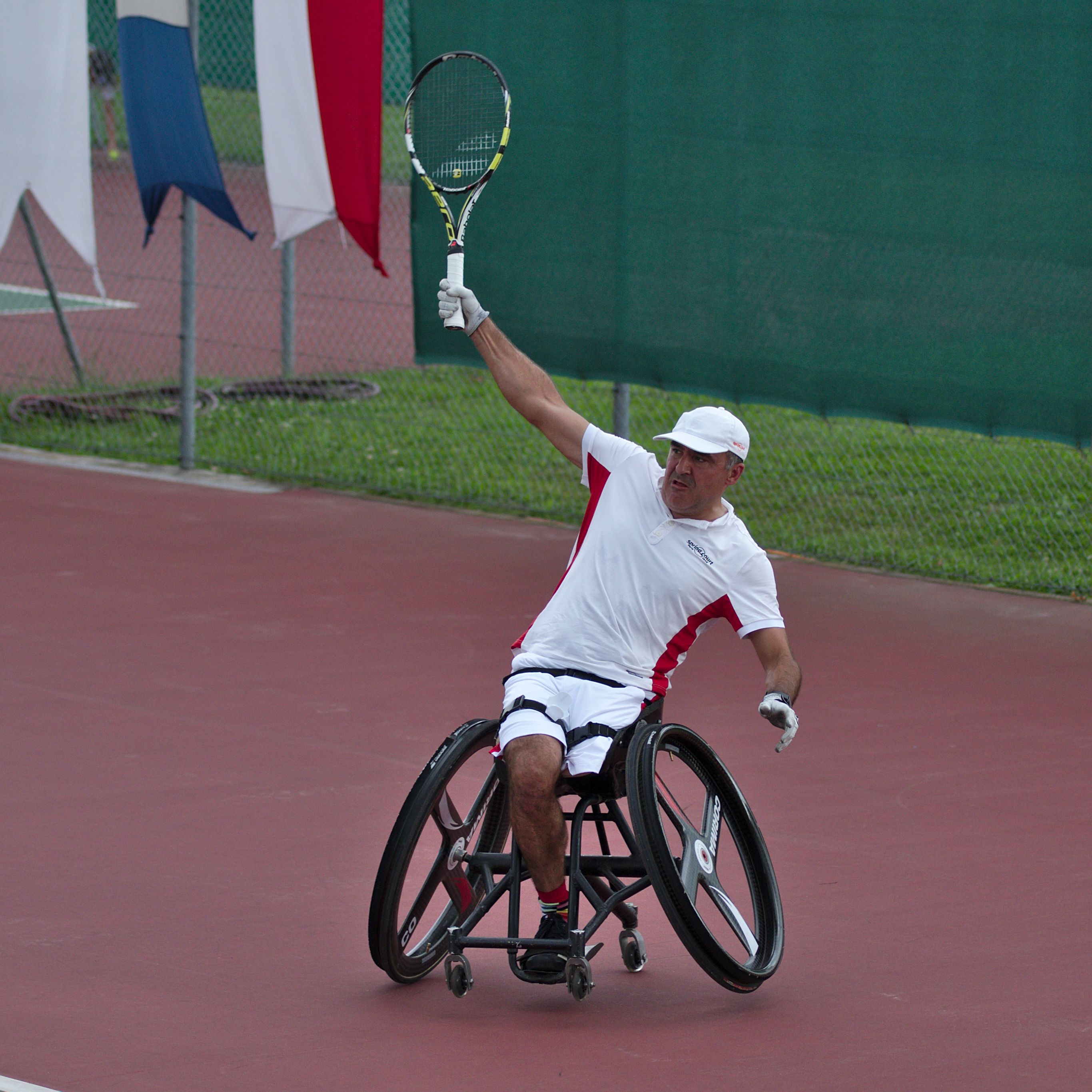
Houdet tại Geneva năm 2014

### Đơn
- Giải quần vợt Pháp mở rộng 2012 - Đơn nam xe lăn
- Giải quần vợt Pháp mở rộng 2013 - Đơn nam xe lăn
- Giải quần vợt Mỹ mở rộng 2013 - Đơn nam xe lăn

### Đôi
- Giải quần vợt Pháp mở rộng 2007 - Đôi nam xe lăn
- Giải quần vợt Pháp mở rộng 2009 - Đôi nam xe lăn
- Giải quần vợt Wimbledon 2009 - Đôi nam xe lăn
- Giải quần vợt Mỹ mở rộng 2009 - Đôi nam xe lăn
- Giải quần vợt Úc mở rộng 2010 - Đôi nam xe lăn
- Giải quần vợt Pháp mở rộng 2010 - Đôi nam xe lăn
- Giải quần vợt Mỹ mở rộng 2011 - Đôi nam xe lăn
- Giải quần vợt Pháp mở rộng 2013 - Đôi nam xe lăn
- Giải quần vợt Wimbledon 2013 - Đôi nam xe lăn
- Giải quần vợt Úc mở rộng 2014 - Đôi nam xe lăn
- Giải quần vợt Pháp mở rộng 2014 - Đôi nam xe lăn
- Giải quần vợt Wimbledon 2014 - Đôi nam xe lăn
- Giải quần vợt Mỹ mở rộng 2014 - Đôi nam xe lăn
- Giải quần vợt Úc mở rộng 2015 - Đôi nam xe lăn